# Obana pseudovinosa
Obana pseudovinosa är en fjärilsart som beskrevs av Emilio Berio 1959. Obana pseudovinosa ingår i släktet Obana och familjen nattflyn. Inga underarter finns listade i Catalogue of Life.